# Episodi di Castlevania: Nocturne (seconda stagione)
La seconda stagione della serie animata Castlevania: Nocturne è stata interamente pubblicata a livello internazionale il 16 gennaio 2025 su Netflix.
| nº (assoluto) | nº (stagione) | Titolo originale       | Titolo italiano           | Pubblicazione   |
| ------------- | ------------- | ---------------------- | ------------------------- | --------------- |
| 9             | 1             | A Living Legend        | Una leggenda vivente      | 16 gennaio 2025 |
| 10            | 2             | Angel of Death         | Angelo della morte        | 16 gennaio 2025 |
| 11            | 3             | The Widow's Window     | La vedova                 | 16 gennaio 2025 |
| 12            | 4             | Monstrous Things       | Cose mostruose            | 16 gennaio 2025 |
| 13            | 5             | Into the Abyss         | Nell'abisso               | 16 gennaio 2025 |
| 14            | 6             | Ancestors              | Antenati                  | 16 gennaio 2025 |
| 15            | 7             | Grenadye Alaso         | Grenadye Alaso            | 16 gennaio 2025 |
| 16            | 8             | A Line of Great Heroes | Una stirpe di grandi eroi | 16 gennaio 2025 |

## Una leggenda vivente
- Titolo originale: A Living Legend
- Diretto da: Sam Deats, Adam Deats
- Scritto da: Clive Bradley

### Trama
Tre anni fa, Alucard viaggia in Egitto alla ricerca del sarcofago di Sekhmet, solo per scoprire che la sua mummia è scomparsa. Al giorno d'oggi, l'eclissi solare di Erzsebet finisce perché i suoi poteri si stanno indebolendo. Alucard spiega al gruppo che le divinità egizie, come Sekhmet, hanno due anime: il Ba (contenuta nel sangue) e il Ka (contenuta nel cuore conservato nella mummia); Erzsebet ha gia bevuto il sangue di Sekhmet, ma se la mummia venisse distrutta Erzsebet non avrà mai i pieni poteri. Alucard crede che la mummia di Sekhmet sia conservata a Parigi, chiedendo a Richter di aiutarlo a trovarla. Ancora in lutto per il sacrificio di sua madre, Maria si rifiuta di andare a Parigi con loro, con Mizrak che rimane indietro per tenerla d'occhio. Maria va a incontrare la Guardia Nazionale, che viene inviata a liberare Machecoul dal controllo di Erzsebet. Non volendo accettare la morte di Drolta, Erzsebet chiama Emmanuel e lo minaccia di resuscitare Drolta con la sua macchina come creatura della notte.

## Angelo della morte
- Titolo originale: Angel of Death
- Diretto da: Sam Deats, Adam Deats
- Scritto da: Testament

### Trama
Nell'Egitto del 1199 d.C., Drolta assiste al massacro delle sue compagne sacerdotesse da parte di un gruppo di vampiri. Dopo una breve colluttazione con un vampiro, Drolta finisce per ucciderlo e berne il sangue, trasformandosi in una vampira. Ai giorni nostri, Richter, Annette e Alucard trovano Juste per informarlo degli eventi recenti e chiedergli di aiutare Maria. Sulla strada per Parigi, Richter e Annette vengono attaccati dai vampiri e vengono a conoscenza del loro piano dopo che Richter glielo racconta con noncuranza. Nel frattempo, Maria torna a casa per prendere delle provviste e trova Tera, che riafferma il suo amore materno per Maria, sebbene sia spaventata dallo stato vampirico di sua madre. Mizrak interviene, costringendo Tera ad andarsene. La Guardia Nazionale arriva a Machecoul, ma i cittadini, ora adoratori di Erzsebet, li cacciano via. Drolta arriva e usa le sue nuove abilità per massacrarli, mentre Olrox impedisce a Mizrak di aiutarli, preoccupato per la sua vita.

## La vedova
- Titolo originale: The Widow's Window
- Diretto da: Sam Deats, Adam Deats
- Scritto da: Temi Oh

### Trama
Tutti i soldati massacrati vengono trasformati in creature della notte da Emmanuel, mentre Edouard fa amicizia con la capitana della Guardia Nazionale dopo la sua trasformazione in una creatura della notte. Mentre cerca di salvare i civili dai vampiri di Erzsebet, Richter confessa ad Alucard di aver accidentalmente rivelato il loro piano a uno dei suoi seguaci. Rivolgendosi di nuovo a Maria, Tera le insegna come usare la magia oscura prima di essere interrotta da Juste. Dopo un breve duello, notano Maria, disgustata dalle orribili azioni di suo padre, dirigersi all'abbazia per uccidere Emmanuel. A Parigi, il trio assiste all'esecuzione di Luigi XVI, mentre Annette percepisce molteplici spiriti che la circondano.

## Cose mostruose
- Titolo originale: Monstrous Things
- Diretto da: Sam Deats, Adam Deats
- Scritto da: Clive Bradley

### Trama
Nel 1614 in Ungheria, Drolta incontra una giovane Erzsebet, che è stata imprigionata per l'omicidio di bambini piccoli. Credendo che Erzsebet sia il mezzo perfetto per Sekhmet, Drolta le giura fedeltà e promette di trasformarla in una dea. Nel presente, il trio trova la mummia di Sekhmet al Louvre, solo per vedere Drolta arrivare e rubare la mummia. Annette diventa frustrata dalla sua incapacità di capire cosa gli spiriti stanno cercando di dirle. Maria affronta furiosamente Emmanuel, accusandolo del destino di Tera e usando la sua nuova magia oscura per evocare un drago, che lo brucia vivo. Dopo che il drago diventa incontrollabile, la magia di Juste si risveglia e la usa per salvare Maria dal drago. Avverte Tera che Maria non dovrebbe usare la magia oscura o la distruggerà. I resti di Emmanuel vengono presi da una misteriosa figura oscura.

## Nell'abisso
- Titolo originale: Into the Abyss
- Diretto da: Sam Deats, Adam Deats
- Scritto da: Clive Bradley

### Trama
Incolpando la negligenza di Richter per la perdita della mummia di Sekhmet, Alucard si reca da solo alla Convention Nazionale per avvertirli di Erzsebet. Mizrak cerca di convincere Olrox a combattere contro Erzsebet, ma lui rifiuta e decide di tornare in America. Consumata dalla rabbia e dall'influenza della sua magia oscura, Maria chiede alla madre di trasformarla in un vampiro, ma Juste convince Maria a non arrendersi all'oscurità. Rendendosi conto di come la sua presenza abbia corrotto Maria, Tera lascia una Maria in lacrime per ritrovare se stessa e chiede a Juste di prendersi cura di lei. Nel frattempo a Parigi, Annette comincia a sospettare che potrebbe esistere una terza anima di Sekhmet, pertanto capisce che deve chiedere aiuto agli spiriti per trovare l'anima di Sekhmet nel mondo degli spiriti.

## Antenati
- Titolo originale: Ancestors
- Diretto da: Sam Deats, Adam Deats
- Scritto da: Zodwa Nyoni

### Trama
A Machecoul, Juste aiuta Maria a recuperare la sua magia della luce. A Parigi, tutti i cittadini si stanno preparando per l'invasione di Erzsebet. Annette entra nel mondo degli spiriti, dove si riunisce a Cecile e sua madre, che le consigliano di visitare Ogun, il dio yoruba della guerra e del ferro e suo antenato. Ogun conferma ad Anette che esiste, effettivamente, una terza anima di Sekhmet chiamata Akh, che corrisponde alla parte buona e giusta di Sekhmet . Ogun equipaggia Annette con uno scudo e la aiuta a trovare Sekhmet. Una volta raggiunto il Duat (il mondo degli spiriti egizio) Sekhmet possiede il corpo di Annette, mentre lei duella con Ammit nel Duat. Erzsebet divora il cuore di Sekhmet, aumentando i suoi poteri e provoca un'eclissi solare più forte.

## Grenadye Alaso
- Titolo originale: Grenadye Alaso
- Diretto da: Sam Deats, Adam Deats
- Scritto da: Clive Bradley

### Trama
L'esercito di vampiri e creature della notte di Erzsebet attacca Parigi. Alucard e Robespierre guidano l'esercito contro le forze di Erzsebet, mentre Edouard e il capitano radunano alcune delle creature della notte per rivoltarsi contro i seguaci di Erzsebet. Sekhmet che possiede Annette cerca di assorbire le altre due anime da Erzsebet, ma è troppo debole per farlo, mentre Annette lotta contro Ammit nel mondo degli spiriti. Richter, Maria, Juste e Mizrak lavorano insieme per combattere Erzsebet. Anche Olrox si unisce alla lotta e aiuta Alucard a duellare con Drolta. Durante la battaglia, Mizrak viene gravemente ferito, costringendo Olrox a lasciare il suo combattimento con Drolta per portare via Mizrak dal campo di battaglia. Con Erzsebet sconfitta, la terza anima di Sekhmet cerca di assorbire le altre due, ma Erzsebet viene portata via da Drolta. Ritenendo Erzsebet indegna di essere Sekhmet, Drolta assorbe le due anime di Sekhmet, proclamandosi Sekhmet.

## Una stirpe di grandi eroi
- Titolo originale: A Line of Great Heroes
- Diretto da: Sam Deats, Adam Deats
- Scritto da: Clive Bradley

### Trama
Drolta sconfigge Alucard e Richter, ma Sekhmet nel corpo di Annette assorbe le sue anime dal corpo di Drolta. Drolta cerca di uccidere Alucard, ma Richter, con l'aiuto di Olrox, la sconfigge. Prima che Olrox se ne vada, Richter giura che un giorno ucciderà Olrox per quello che ha fatto a sua madre. Mentre tutte e tre le anime di Sekhmet si riuniscono, Annette torna dal mondo degli spiriti e Richter le confessa il suo amore. Con la fine dell'eclissi, Maria, Juste e Alucard rimangono a Parigi per aiutare a ricostruire e continuare la lotta per la libertà, mentre Richter, Annette ed Edouard salpano per Saint-Domingue. Tuttavia, all'insaputa di Maria, la misteriosa figura oscura ha apparentemente preso il controllo di Tera, che osserva Maria da lontano. Nel frattempo, Olrox salva un Mizrak morente trasformandolo in un vampiro.